# San Rafael, Coxcatlán
San Rafael är en ort i Mexiko.   Den ligger i kommunen Coxcatlán och delstaten Puebla, i den sydöstra delen av landet, 250 km sydost om huvudstaden Mexico City. San Rafael ligger 879 meter över havet och antalet invånare är 258.
Terrängen runt San Rafael är varierad. Runt San Rafael är det ganska tätbefolkat, med 65 invånare per kvadratkilometer. Närmaste större samhälle är San Gabriel Casa Blanca, 3,8 km söder om San Rafael. I omgivningarna runt San Rafael växer huvudsakligen savannskog.